# Coyaima
Coyaima – miasto w Kolumbii, w departamencie Tolima.